# Лопес, Фико
Федерико (Фико) Лопес Карвисо (исп. Federico (Fico) López Carviso; 5 мая 1918, Гавана — 19 февраля 2001) — кубинский баскетболист. Участник летних Олимпийских игр 1948 и 1952 годов, серебряный призёр Центральноамериканских и Карибских игр 1946 года, двукратный бронзовый призёр Центральноамериканских и Карибских игр 1938 и 1950 годов.

## Биография
Фико Лопес родился 5 мая 1918 года в кубинском городе Гавана.
В составе сборной Кубы по баскетболу трижды выигрывал медали Центральноамериканских и Карибских игр: бронзовые в 1938 году в Панаме и в 1950 году в Гватемале, серебряную в 1946 году в Барранкилье.
В 1948 году вошёл в состав сборной Кубы по баскетболу на летних Олимпийских играх в Лондоне, занявшей 13-е место. Провёл 6 матчей, набрал 19 очков (7 в матче со сборной Перу, 5 — с Аргентиной, 4 — с Ирландией, 2 — с Францией, 1 — с Мексикой).
В 1952 году вошёл в состав сборной Кубы по баскетболу на летних Олимпийских играх в Хельсинки, поделившей 13-16-е места. Провёл 6 матчей, набрал 49 очков (24 в матчах со сборной Бельгии, 12 — с Чили, 9 — с Францией, 4 — с Болгарией). Был знаменосцем сборной Кубы на церемонии открытия Олимпиады.
Умер 19 февраля 2001 года.

## Семья
Сын — Федерико Лопес (1962—2006), пуэрто-риканский баскетболист. Участник летних Олимпийских игр 1988 и 1992 годов.
Зять — Марио Моралес (род. 1957), пуэрто-риканский баскетболист. Участник летних Олимпийских игр 1988 и 1992 годов.